# Murray Hill Place
Murray Hill Place – nazwa regionalnej siedziby Opus Dei w Stanach Zjednoczonych. Mieści się w centrum Nowego Jorku na Manhattanie (w jego części zwanej Murray Hill), przy 243 Lexington Avenue i East 34th Street.

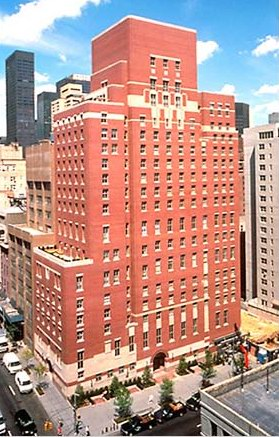
Murray Hill Place

Środki na budowę nowej siedziby gromadzono od 1982 r. i pierwotnie miała być skromnym, 3-piętrowym budynkiem. W 1993 r. zakupiono działkę budowlaną, kosztem 5,3 mln dolarów. Radykalna zmiana koncepcji architektonicznej była możliwa dzięki akcjom znacznej wartości firmy farmaceutycznej Ben Venue Laboratories, które otrzymała w darze w 1997 r. Woodlawn Foundation, gromadząca fundusze na cele budowy. Koszty budowy, prowadzonej w latach 1995–2001, łącznie z wyposażeniem wnętrz, wyniosły 69,125 mln USD, co świadczyło o w pełni racjonalnym wykorzystaniu posiadanych środków. Projektantem jest nowojorska firma architektoniczna May & Pinska (Arthur May i Stanley Pinska), a prace budowlane prowadziła Tishman Construction Corporation. Elewacja, nawiązując do lokalnej tradycji, licowana jest cegłą z użyciem wapienia z Indiany. Powstał wielofunkcyjny, urządzony racjonalnie i ze smakiem gmach, liczący 17 kondygnacji (186 stóp wysokości i 133 000 stóp kwadratowych powierzchni użytkowej), mieszczący krajową administrację Prałatury, ośrodki formacyjne (z podziałem na część męską i żeńską, posiadające osobne wejścia) oraz mieszkania. Męski ośrodek studyjny zajmuje dolne kondygnacje, gdzie ponadto wydzielono pomieszczenia mieszkalne i gospodarcze dla numerarii pomocniczych, zapewniających obsługę gmachu. Wyżej mieszczą się biura krajowego zarządu Opus Dei, w tym siedziba wikariusza Prałatury Personalnej Opus Dei na obszar USA, przeniesiona z New Rochelle i mieszkania, zaś na górnych kondygnacjach centrum konferencyjne, ośrodek formacyjny i pokoje gościnne. W budynku znajduje się duża kaplica i mniejsze oratoria, ale także pomieszczenia służące rekreacji. Ocenia się, że w skali rocznej z ośrodków konferencyjnych i formacyjnych w Murray Hill Place korzysta około 10 tysięcy osób.
Malarz James Langley wykonał dla Murray Hill Place m.in. witraże (2001) i ołtarz w oratorium (2003).
Monumentalna skala budowli, doskonale wpisana w wielkomiejskie otoczenie (choć nie dominująca na tle nowojorskich wieżowców) i surowe, kubiczne formy skłoniły do interpretacji Murray Hill Place w kategoriach architektury władzy (Tower of Power – John Allen, Jr.) i dążenia do wizualnego akcentowania obecności Opus Dei w społeczeństwie amerykańskim.